# Абрамов Ігор Іванович
Ігор Іванович Абрамов (нар. 11 серпня 1954, Берестя) — білоруський фахівець у галузі мікро- та наноелектроніки. Доктор фізико-математичних наук (1994), професор (1999).

## Біографія
1976 року закінчив Білоруський державний університет за спеціальністю «Радіофізика та електроніка».
Працював у Білоруському державному університеті (1976—1983, молодший науковий співробітник), Білоруському державному університеті інформатики та радіоелектроніки (з 1983, факультет радіотехніки та електроніки, кафедра мікро- та наноелектроніки, професор, з 1997 — завідувач НДЛ «Фізика пристроїв мікро- та наноелектроніки»).
Сфера наукових інтересів: фізика та моделювання пристроїв мікро- та наноелектроніки; мозок людини.